# Zodarion styliferum
Espèce
Synonymes
- Enyo stylifera Simon, 1870
- Zodarion maderianum Kulczyński, 1899
- Zodarion brevicephalus Wunderlich, 2023

Zodarion styliferum est une espèce d'araignées aranéomorphes de la famille des Zodariidae.

## Distribution
Cette espèce se rencontre au Portugal y compris Madère, en Espagne et en France.

## Description
Le mâle syntype mesure 3 mm et la femelle syntype 3,5 mm.
Les mâles mesurent de 2,2 à 2,9 mm et les femelles de 2,9 à 4,8 mm.

## Systématique et taxinomie
Cette espèce a été décrite sous le protonyme Enyo stylifera par Simon en 1870. Elle est placée dans le genre Zodarion par Simon en 1893.
Zodarion maderianum a été placée en synonymie par Denis en 1937.
Zodarion brevicephalus a été placée en synonymie par Shafaie, Pekár et Ortiz en 2025.

## Publication originale
- Simon, 1870 : « Sur les aranéides de la famille des Enydes qui habitent l'Espagne et le Maroc. » Revue et Magasin de Zoologie Pure et Appliquée, sér. 2, vol. 22, p. 142-148 (texte intégral).